# Матістон (Міссісіпі)
Матістон (англ. Mathiston) — місто (англ. town) в США, в округах Вебстер і Чокто штату Міссісіпі. Населення — 831 особа (2020).

## Географія
Матістон розташований за координатами 33°32′19″ пн. ш. 89°7′45″ зх. д. / 33.53861° пн. ш. 89.12917° зх. д. (33.538610, -89.129038).  За даними Бюро перепису населення США в 2010 році місто мало площу 6,43 км², з яких 6,38 км² — суходіл та 0,05 км² — водойми.

## Демографія
Згідно з переписом 2010 року, у місті мешкало 698 осіб у 298 домогосподарствах у складі 194 родин. Густота населення становила 108 осіб/км².  Було 332 помешкання (52/км²).
Расовий склад населення:
| - 84,4 % — білих - 14,0 % — чорних або афроамериканців - 0,6 % — азіатів |

До двох чи більше рас належало 0,9 %. Частка іспаномовних становила 0,1 % від усіх жителів.
За віковим діапазоном населення розподілялося таким чином: 24,8 % — особи молодші 18 років, 58,3 % — особи у віці 18—64 років, 16,9 % — особи у віці 65 років та старші. Медіана віку мешканця становила 39,0 року. На 100 осіб жіночої статі у місті припадало 80,8 чоловіків;  на 100 жінок у віці від 18 років та старших — 76,2 чоловіків також старших 18 років.
Середній дохід на одне домашнє господарство  становив 48 388 доларів США (медіана — 35 114), а середній дохід на одну сім'ю — 63 057 доларів (медіана — 54 844). Медіана доходів становила 53 056 доларів для чоловіків та 32 941 долар для жінок. За межею бідності перебувало 18,4 % осіб, у тому числі 19,7 % дітей у віці до 18 років та 9,9 % осіб у віці 65 років та старших.
Цивільне працевлаштоване населення становило 291 осіб. Основні галузі зайнятості: освіта, охорона здоров'я та соціальна допомога — 45,0 %, виробництво — 17,9 %, публічна адміністрація — 5,8 %, сільське господарство, лісництво, риболовля — 5,2 %.